# Café flamand
Café flamand is een ambulant initiatief om de Vlaamse volkmuziek te promoten.
In 2011 overtuigden componist-muzikant Miguel Wiels en VRT-presentator Peter van de Veire een serie Vlaamse muzikanten van uiteenlopende genres en generaties om elkaar af te wisselen om met een live-band en mobiel podium een aantal Vlaamse steden aan te doen om elk een selectie te brengen van klassiekers uit de Vlaamse volksmuziek. De formule kende voldoende succes, zodat ze de volgende jaren versterking kregen.
Tot de deelnemende artiesten behoren Niels Destadsbader, Kris Wauters (van Clouseau), Christoff, Tom Dice, Louis Neefs, Paul Michiels (van Soulsister), Will Tura, Gene Thomas, Gorki, Axl Peleman, Johan Verminnen, Walter Grootaers, Free Souffriau, Jonas Van Geel, Jelle Cleymans, K3 en Joost Zweegers.